# Дьюїсі (Небраска)
Дьюїсі (англ. Deweese) — селище (англ. village) в США, в окрузі Клей штату Небраска. Населення — 42 особи (2020).

## Географія
Дьюїсі розташоване за координатами 40°21′17″ пн. ш. 98°8′21″ зх. д. / 40.35472° пн. ш. 98.13917° зх. д. (40.354731, -98.139160).  За даними Бюро перепису населення США в 2010 році селище мало площу 0,33 км², уся площа — суходіл.

## Демографія
Згідно з переписом 2010 року, у селищі мешкало 67 осіб у 29 домогосподарствах у складі 17 родин. Густота населення становила 206 осіб/км².  Було 37 помешкань (114/км²).
Расовий склад населення:
| - 100,0 % — білих |

До двох чи більше рас належало 0,0 %. Частка іспаномовних становила 0,0 % від усіх жителів.
За віковим діапазоном населення розподілялося таким чином: 26,9 % — особи молодші 18 років, 59,7 % — особи у віці 18—64 років, 13,4 % — особи у віці 65 років та старші. Медіана віку мешканця становила 43,5 року. На 100 осіб жіночої статі у селищі припадало 148,1 чоловіків;  на 100 жінок у віці від 18 років та старших — 145,0 чоловіків також старших 18 років.
Середній дохід на одне домашнє господарство  становив 37 824 долари США (медіана — 29 583), а середній дохід на одну сім'ю — 59 163 долари (медіана — 57 500). За межею бідності перебувало 6,0 % осіб, у тому числі 0,0 % дітей у віці до 18 років та 18,2 % осіб у віці 65 років та старших.
Цивільне працевлаштоване населення становило 32 особи. Основні галузі зайнятості: транспорт — 28,1 %, мистецтво, розваги та відпочинок — 25,0 %, сільське господарство, лісництво, риболовля — 21,9 %, будівництво — 18,8 %.